# Дані Гомес
Даніель Гомес Алькон (ісп. Daniel "Dani" Gómez Alcón, нар. 30 липня 1998, Алькоркон) — іспанський футболіст, нападник клубу «Леванте». Виступає на умовах оренди за «Валенсію».

## Клубна кар'єра
Вихованець клубів «Естудіантес Алькоркон», «Алькоркон» і «Реал Мадрид». У 2017 році для отримання ігрової практики Даніель почав виступати за дублюючий склад, «Реал Мадрид Кастілья», у складі якого за два сезони провів 52 матчі у Сегунді Б і забив 16 голів.
Влітку 2019 року Гомес був орендований клубом «Тенерифе». 17 серпня в матчі проти «Реала Сарагоси» він дебютував в Сегунді. 15 вересня в поєдинку проти «Альбасете» нападник забив свій перший гол за «Тенерифе».
31 липня 2020 року Гомес перейшов у «Леванте», підписавши контракт на 5 років. 13 вересня в матчі проти «Валенсії» він дебютував в Ла Лізі.

## Кар'єра в збірній
Виступав у складі юнацької збірної Іспанії до 19 років, за яку у 4 іграх забив 3 голи.
З молодіжною збірною Іспанії Дані Гомес поїхав на молодіжний чемпіонат Європи 2021 року в Угорщині та Словенії, де в матчі проти Чехії відзначився дублем, завдяки чому його команда виграла 2:0 і вийшла з групи.